# Diamond Jenness

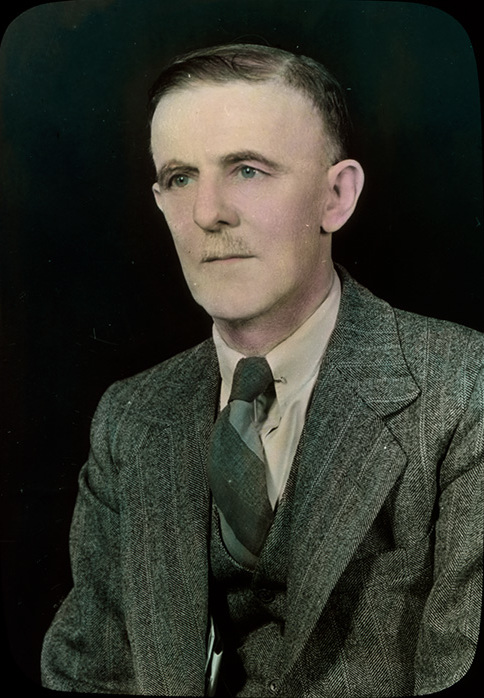
Diamond Jenness

Diamond Jenness (geb. 10. Februar 1886 in Wellington, Neuseeland; gest. 29. November 1969) war ein kanadischer Ethnologe, Anthropologe und Arktisforscher, der in Neuseeland geboren wurde, 1913 als Ethnologe nach Kanada kam und als Pioner der kanadischen Anthropologie bzw. „Father of Inuit Archaeology“ gilt. Er war einer der Teilnehmer der Kanadischen Arktisexpedition in Nordalaska und Kanada 1913–1916 (CAE).

## Leben
Diamond Jennes wurde 1886 in Wellington, Neuseeland, in eine zutiefst religiöse Methodisten-Familie geboren. Er besuchte das Victoria University College, einen der vier Zweige der University of New Zealand, wo er 1908 mit Auszeichnung abschloss. Später studierte er am Balliol College in Oxford bei R. R. Marett. Er erhielt sowohl einen B.A. in Lit. Hum. als auch ein Diplom in Anthropologie in Oxford im Jahr 1911. In den Jahren 1911–1912 wurde er zum Oxford-Stipendiaten in Papua ernannt und von der Universität zu anthropologischen Studien unter den Northern d’Entrecasteaux entsandt, einer Volksgruppe auf den D’Entrecasteaux-Inseln vor der Ostküste Neuguineas. Die Ergebnisse dieser ersten Feldforschungsarbeit wurden von der Universität Oxford veröffentlicht.
Im Jahr 1913 wurde Jenness eingeladen, an einer vierjährigen wissenschaftlichen Expedition in die kanadische Arktis teilzunehmen, womit seine 65-jährige Karriere in der Erforschung der indigenen Völker Kanadas begann. Jenness gilt als einer der wichtigsten kanadischen Anthropologen des 20. Jahrhunderts.
Seine Kenntnisse der neuseeländischen Gebiete und der Situation der Maori beeinflussten einen Teil seiner späteren Analysen in seiner Karriere. Als Teilnehmer der kanadischen Expedition in die arktische Welt unter der Doppelleitung von Vilhjalmur Stefansson und Rudolph Martin Anderson wurde er insbesondere durch seine Studien über die Kupfer-Inuit (Copper Inuit) bekannt.
Zwischen 1920 und 1970 veröffentlichte er mehr als 100 Werke über die Inuit und andere Ureinwohner Kanadas. Einige seiner Veröffentlichungen prägten seine Karriere erheblich, wie zum Beispiel sein offizieller Bericht The Life of the Copper Eskimos (1922), sein Bericht über zwei Jahre, die er mit den Copper Inuit verbrachte, The People of the Twilight (1928), oder sein Hauptwerk mit dem Titel The Indians of Canada, das 1932 veröffentlicht und seitdem mehrmals neu aufgelegt wurde. Großen Erfolg erzielte er auch mit der Veröffentlichung von Dawn in Arctic Alaska im Jahr 1957, der Geschichte seines einjährigen Aufenthalts (1913–1914) bei den Inupiat im Norden Alaskas.
Als Kanadas „most distinguished anthropologist“ war Diamond Jenness im Laufe seiner langen beruflichen Laufbahn Chief of the Division of Anthropology der National Museums of Canada und Honorary Associate of the Arctic Institute of North America. 1939 war er Präsident der American Anthropological Association. Nach über dreißig Jahren der Erforschung der Ethnologie der kanadischen Ureinwohner schied er 1947 aus dem Federal Service aus.
Sein postum veröffentlichtes Tagebuch seiner Zeit als Ethnologe der Canadian Arctic Expedition in Northern Alaska and Canada, 1913–1916 liefert wichtige Einblicke in die Arktis-Amerika- oder Kanada-Studien seiner Zeit.
In Band 13 (Eskimo folklore) berichtet Diamond Jenness über die Mythen und Traditionen aus dem nördlichen Alaska, vom Mackenzie-Delta und dem Coronation Gulf.
Sein zusammen mit der amerikanischen Anthropologin Helen Heffron Roberts verfasster Bericht über die Eskimo-Lieder im Rahmen des Report of the Canadian Arctic Expedition 1913-18 beispielsweise enthält Partituren, Notizen, Texte und englische Übersetzungen der Lieder der Kupfer-Inuit (auch bekannt als Kitlinermiut oder Inuinnait), einer Gruppe von Inuit, die in der heutigen Kitikmeot-Region von Nunavut lebt.

## Schriften (Auswahl)
- Jenness, Diamond; Jenness, Stuart E. [Hrsg.]; Taylor, William E. Jr. [Foreword]: Arctic Odyssey: The Diary of Diamond Jenness, Ethnologist with the Canadian Arctic Expedition in Northern Alaska and Canada 1913–1916. Canadian Museum of Civilization / Smithsonian Institution, Canada, 1991, ISBN 0-660-12906-X, ISBN 978-0-660-12906-8
- Myths and traditions from northern Alaska, the Mackenzie Delta, and Coronation Gulf. Report of the Canadian Arctic Expedition, 1913–1918, XIII, Eskimo folklore
- The life of the Copper Eskimo. The Canadian Arctic Expedition. 1913–1918. XII.
- Eskimo folk-lore. Jenness, Diamond. Ottawa, F.A. Acland, 1924. 1 vol. in 2 parts. (Report of the Canadian Arctic Expedition 1913–18. Southern Party 1913-16, Vol. XIII, Part A & Part B). Complete set of volume 13 in two parts: Part A: Myths and traditions from northern Alaska, the Mackenzie Delta and Coronation Gulf; Part B: Eskimo string figures.
- Helen Heffron Roberts; Diamond Jenness: Report of the Canadian Arctic Expedition 1913–18. Volume XIV: Eskimo Songs. F.A. Acland, Ottawa 1925